# Kościół św. Mikołaja w Janowcu Wielkopolskim
Kościół Świętego Mikołaja w Janowcu Wielkopolskim – rzymskokatolicki kościół parafialny znajdujący się w mieście Janowiec Wielkopolski, w powiecie żnińskim, w województwie kujawsko-pomorskim.

## Historia
Świątynia została wybudowana w 1840 w stylu późnoklasycystycznym. W latach 1922–1924 została powiększona o transept, wieżę i apsydę. Wewnątrz kościoła jest umieszczona tablica pamiątkowa z 1883, upamiętniająca 200 rocznicę przejścia przez Janowiec króla Jana III Sobieskiego podążającego na bitwę pod Wiedniem. Do wyposażenia świątyni należą: późnobarokowa ambona z około 1730 roku i ołtarz boczny z II połowy XVII wieku.

## Organy
Organy wybudował Mieczysław Wybrański w 1930 roku. W 2014 roku miał miejsce remont i konserwacja instrumentu, którą wykonał Władysław Cepka kosztem parafian. Instrument posiada pneumatyczną trakturę gry.
Dyspozycja instrumentu:
| Manuał I              | Manuał II             | Pedał         |
| --------------------- | --------------------- | ------------- |
| 1. Bordon 16'         | 1. Viol. pryncypał 8' | 1. Subbas 16' |
| 2. Pryncypał 8'       | 2. Salicjonał 8'      | 2. Cello 8'   |
| 3. Flet harmonijny 8' | 3. Eolina 8'          |               |
| 4. Gamba 8'           | 4. Flet leśny 2' *    |               |
| 5. Octavo 4'          | 5. Flet 4'            |               |
| 6. Flet trzcinowy 4'  |                       |               |
| 7. Mixtura 3-4ch      |                       |               |